# Wasp (film)
Pour les articles homonymes, voir Wasp.
 (juillet 2025).
Pour plus de détails, voir Fiche technique et Distribution.
Wasp est un court métrage britannique écrit et réalisé par Andrea Arnold, sorti en 2003. D'une durée de 26 minutes, il met en scène Nathalie Press et Danny Dyer.
Le film a reçu de nombreuses récompenses, dont l'Oscar du meilleur court métrage en prises de vues réelles, et est disponible dans les bonus DVD du long métrage de la réalisatrice, Fish Tank.

## Synopsis
Zoë est une jeune mère célibataire qui a le plus grand mal à élever ses quatre enfants en bas âge. Lorsqu'elle rencontre Dave - un ami d'un de ses ex de l'époque et qui s'était engagé depuis dans l'armée - lui propose un rendez-vous, elle prend peur que les enfants ne l'effraient et annonce qu’elle ne fait que les garder.

## Fiche technique
- Titre : Wasp
- Réalisation : Andrea Arnold
- Scénario : Andrea Arnold
- Photographie : Robbie Ryan
- Montage : Nicolas Chaudeurge
- Pays d'origine : Royaume-Uni
- Langue : anglais
- Durée : 26 minutes
- Date de sortie :
  -  Royaume-Uni : août 2003

## Distribution
- Nathalie Press : Zoë
- Danny Dyer : Dave
- Jodie Mitchell : Kelly
- Molly Griffiths : Sinead
- Kaitlyn Raynor : Leanne
- Danny Daley : Kai
- Lizzie Colbert
- Ashley Routledge : la fille aux cheveux noirs
- Tabitha Crewe : serveuse du bar

## Distinctions

### Récompenses
- Festival international du film de Stockholm 2003 : prix du meilleur court métrage.
- Festival international du film des Bermudes 2004 : prix du court métrage.
- Festival du film de Cambridge 2004 : prix du public du meilleur court métrage.
- Festival du film de Cracovie 2004 : prix Don-Quichotte avec mention spéciale et Dragon d'or.
- Festival international de films de femmes de Créteil 2004 : prix du meilleur court métrage européen avec mention.
- Festival international du film de Toronto 2004 : prix du meilleur court métrage en prises de vue réelles.
- Semaine du court métrage de Ratisbonne 2004 : prix du meilleur court métrage international.
- Festival du film international de Cork 2004 : prix du jury international du court métrage et prix du jeune jury du court métrage.
- Festival international du film de Palm Springs 2004 : prix du meilleur film.
- Festival international du court métrage d'Oberhausen 2004 : prix principal, prix du jury œcuménique avec mention honorable et prix du ministère du développement, de la culture et des sports.
- Oscars du cinéma 2005 : Oscar du meilleur court métrage en prises de vues réelles[1].
- Festival du film de Sundance 2005 : prix de la meilleure réalisation pour un court métrage.